# Tomb Raider: Лара Крофт
«Tomb Raider: Лара Крофт», оригинальное название «Tomb Raider» (с англ. — «Расхитительница гробниц») — американский приключенческий боевик режиссёра Роара Утхауга по сценарию Женевы Робертсон-Дуорет, основанном на перезапуске 2013 года серии игр Tomb Raider. Роль Лары Крофт исполняет Алисия Викандер. Премьера фильма в России состоялась 15 марта 2018 года, в США — 16 марта 2018 года.
Изначально планировалось продолжение, но он было отменено в 2022 году после того, как истёк срок действия прав MGM на серию Tomb Raider, и Викандер покинула проект. Ещё один перезапуск, который должен стать частью общей вселенной, которая будет включать в себя телесериал и игру, разрабатывается Amazon Studios.

## Сюжет
Представитель высшего общества, британский лорд Ричард Крофт семь лет назад бесследно пропал где-то в краях Японии. Его дочь Лара, оставшись так круглой сиротой, не хочет смириться со смертью отца, а потому и не пожелает вступать в права наследства. Оставаясь без которого, она испытывает денежные затруднения — повзрослевшая девушка устраивается работать велокурьером.
В стремлении раздобыть денег, она случайно провоцирует аварию с участием полицейской машины. Доверенное лицо Ричарда Крофта Ана Миллер, опекавшая Лару, забирает ее из полиции и предупреждает, что если Лара не вступит в наследство, имущество её отца будет распродано. В процессе оформления наследства Лара получает доступ к тайному офису своего отца, где находит записанное на видеокамеру сообщение от него, в котором тот упоминает про свои поиски Химико — мифической правительницы Яматай (которая, по легендам, обладала властью над смертью). Ричард просит Лару, чтобы та уничтожила все, что касается этого исследования; однако Лара решает пойти по следам отца.
Она едет в Гонконг, где находит Лу Рена, молодого капитана баркаса «Endurance» («Выносливость») — чей полный тезка, отец, пропал вместе с Ричардом Крофтом. И убеждает Лу отправиться в Море дьявола на остров Яматай. Рядом с которым в разыгравшейся буре судно терпит крушение. Выбравшаяся на берег обессиленная Лара теряет сознание…
Подобравший ее Матиас Фогель, в хижине которого она приходит в чувство — руководитель некой экспедиции, признается ей в убийстве Ричарда Крофта и пленит Лару. Экспедиция использует рабский труд для поисков Химико и проводится организацией под названием «Trinity» (Троица), желающей использовать силы легендарной правительницы в целях геноцида человечества. Благодаря запискам Ричарда Крофта, находившимся у Лары и оказавшимся теперь в руках Фогеля, последнему становится известным точное расположение гробницы Химико, куда и отправляется экспедиция. По пути Лара бежит с помощью Лу Рена, который также пережил шторм. Ее ранит, но она сумеет справиться с погоней — и затем сама преследует случайно обнаружившую себя загадочную фигуру, пытающуюся от нее скрыться.
Лара настигает ту в оной логове, пещере, где выясняется, что это — Ричард Крофт! Тот же сперва даже полагает, что перед ним всего лишь видение. Ричард залечивает дочь. Затем она доберется до Лу Рена и освободит его вместе с другими рабами экспедиции. В последовавшем хаосе Фогель захватит Ричарда в заложники у гробницы, и потому Лара вызовется открыть в ту вход, чего добивается Фогель.
Внутри они с Фогелем и его бойцами проходят ряд древних ловушек и выходят к саркофагу Химико. При попытке достать её мумию, пара бойцов Тринити заражаются «силой» Химико — что на самом деле является болезнью настолько мощной, что простой физический контакт вызывает немедленное прогрессирующее по телу отмирание тканей. Фогель отказывается от идеи забрать мумию и ограничивается отломанным у неё пальцем. Лара и Ричард, пользуясь моментом, нападают на Фогеля и оставшегося с ним еще бойца, однако в итоге Фогель убегает, а Ричард заражается. Зная, что лекарства нет, он остается, намереваясь подорвать гробницу. Лара же бросается за Фогелем и настигает того, когда Ричард как раз детонирует взрывчатку. В схватке с Фогелем Лара заталкивает в рот ему палец Химико и, уже заражённого, сталкивает в ущелье. Она еле успевает покинуть разрушающуюся от взрыва гробницу, где уже на выходе ее достает Лу Рен с сотоварищами. Вместе они захватывают вызванный ранее Фогелем вертолёт Тринити.
Лара возвращается в Лондон, где официально принимает наследство и при этом обнаруживает, что компания злодеев Патна принадлежит холдингу Крофтов. Лара Крофт также догадывается, что ее собственная управляющая и доверенное лицо Ана Миллер с самого начала стояла за всеми злодеяниями. Героиня готовится к своему следующему сражению и в лавке, где ранее закладывала свой амулет, приобретает два пистолета Heckler & Koch.

## В ролях
- Алисия Викандер — Лара Крофт
  - Мэйси Де Фрейтас — Лара (7 лет)
  - Эмили Кэри — Лара (14 лет)
- Доминик Уэст[9] — лорд Ричард Крофт
- Уолтон Гоггинс[10] — Матиас Фогель
- Дэниел Ву[11] — китаец-проводник Лу Рен[12]
- Кристин Скотт Томас — Анна Миллер
- Ханна Джон-Кеймен — Софи
- Антонио Аакил[англ.] — Нитин Ахуджа
- Дерек Джекоби — мистер Яффе
- Ник Фрост — Макс
- Джейми Уинстон[англ.] — Памела
- Дункан Эйрли Джеймс[англ.] — Терри

## Музыка
| №   | Название                       | Автор(ы)  | Длительность |
| --- | ------------------------------ | --------- | ------------ |
| 1.  | «Return to Croft Manor»        | Junkie XL | 8:13         |
| 2.  | «Seeking Endurance»            | Junkie XL | 1:10         |
| 3.  | «The Bag»                      | Junkie XL | 1:49         |
| 4.  | «Path of Paternal Secrets»     | Junkie XL | 3:40         |
| 5.  | «The Devil's Sea»              | Junkie XL | 4:12         |
| 6.  | «Let Yamatai Have Her»         | Junkie XL | 13:24        |
| 7.  | «Figure in the Night»          | Junkie XL | 4:16         |
| 8.  | «Remember This»                | Junkie XL | 3:26         |
| 9.  | «Never Give Up»                | Junkie XL | 5:37         |
| 10. | «Karakuri Wall»                | Junkie XL | 4:38         |
| 11. | «What Lies Underneath Yamatai» | Junkie XL | 8:35         |
| 12. | «There's No Time»              | Junkie XL | 4:02         |
| 13. | «Becoming the Tomb Raider»     | Junkie XL | 7:16         |
| 14. | «The Croft Legacy»             | Junkie XL | 2:01         |
| 15. | «Run for Your Life (Single)»   | K.Flay    | 3:22         |

## Отзывы
- Рецензент Би-би-си указывает на банальность сюжета и отмечает:

Единственный занятный элемент фильма — это имя режиссёра: Роар Утхауг.
Оригинальный текст (англ.)... the only truly exciting thing about the film is its director’s name, Roar Uthaug. 

— «Why Lara Croft is no feminist role-model»
Новый образ Лары Крофт в исполнении актрисы Алисии Викандер вызвал гневную реакцию у части фанатов серии, которые были недовольны недостаточно сексуальным образом персонажа и ругали актрису за малый размер груди и ягодиц. В социальных сетях стали появляться тысячи оскорбительных комментариев в адрес внешности актрисы. Другая часть фанатов встала на сторону Викандер, заметив, что большинство противников фильма ввиду своего возраста вовсе не интересовалось играми серии Tomb Raider, при этом их внезапно оскорбила новая внешность Лары. Редакция Vox заметила, что гневные комментарии в адрес внешности новой Лары Крофт являются следствием изменения тенденции в игровой и киноиндустрии, которая отказывается от сексуального образа женщины в пользу равноправия и растущей женского самосознания. Лара Крофт же десятилетиями выступала главным секс-символом и объектом сексуальных фантазий игроков-мужчин в компьютерных играх, который фактически был перечёркнут с выходом игры 2013 года и нового фильма.

## Награды
| Награда            | Дата            | Категория       | Получатель              | Результат | Ссылки |
| ------------------ | --------------- | --------------- | ----------------------- | --------- | ------ |
| Teen Choice Awards | 12 Августа 2018 | Лучшие действия | Tomb Raider: Лара Крофт | Номинация | [ 16 ] |
| Teen Choice Awards | 12 Августа 2018 | Лучшая актриса  | Алисия Викандер         | Номинация | [ 16 ] |

## Будущее

### Отменённое продолжение
В 2015 году Адриан Аскарье, продюсер фильмов Hitman, заявил, что он надеется контролировать общую вселенную фильмов Square Enix с Just Cause, Hitman, Tomb Raider, Deus Ex и Thief, но признал, что у него нет прав на Tomb Raider.
Перед выходом первого фильма Алисия Викандер выразила заинтересованность в возвращении в роли Лары Крофт для второго фильма, заявив, что «если есть аудитория, то я бы с удовольствием это сделала». В апреле 2019 года Эми Джамп была нанята для написания сценария для возможного продолжение с Викандер. В сентябре 2019 года Бен Уитли, муж Джамп, подписал контракт на режиссуру продолжения, с запланированной датой выхода на 19 марта 2021 года, Warner Bros. Pictures вышли из проекта. Было объявлено, что съёмки начнутся в начале 2020 года в Англии.
Согласно Geek Vibes Nation, съёмки должны были начаться в апреле в нескольких странах, включая Англию, Южную Африку, Финляндию и Китай, стремясь обеспечить точную экранизацию сюжета игр. Из-за пандемии COVID-19 производство было отложено, съёмки должны были пройти в Англии и Южной Африке; фильм был удалён из графика релизов студии.
В январе 2021 года Миша Грин подписала контракт, чтобы заменить Джамп и Уитли соответственно в качестве сценариста и режиссёра, причем последний перешёл на режиссуру фильма «Мег 2: Бездна» для Warner Bros. Pictures. Фильм должен был дуть выпущен в США компанией United Artists Releasing, а также в других странах компанией Warner Bros. Pictures.
В мае 2021 года Миша Грин подтвердила через свой официальный аккаунт в Twitter, что первый черновик сценария с рабочим названием Tomb Raider: Obsidian был завершён. В июле того же года Викандер сказала Collider, что продолжение всё ещё предстоит сделать, но ещё не получило зеленый свет. В сентябре того же года Грин ответила на вопрос фаната о статусе фильма в своём аккаунте в Twitter, указав, что она всё ещё собирается снять свой сценарий.
В июле 2022 года сообщалось, что MGM потеряла права на фильм франшизы Tomb Raider после того, как окно, в котором можно было дать продолжению зелёный свет, закрылось, кульминацией чего стал уход Викандер. За это время права вернулись к (Eidos и Crystal Dynamics), которые позже были приобретены Embracer Group в третьем квартале 2022 года, побуждая войну торгов среди других киностудий.

### Перезапуск
В январе 2023 года дочерняя компания MGM Amazon Studios получила права на новый фильм Tomb Raider с Дмитрий М. Джонсон и его компания dj2 Entertainment назначены продюсерами. Фильм предназначен для взаимосвязи с телесериалом, разрабатываемым Фиби Уоллер-Бридж, и игрой от Crystal Dynamics, образуя общую вселенную.